# Episodi di Guardia costiera (quindicesima stagione)
La quindicesima stagione della serie televisiva Guardia costiera è stata trasmessa in anteprima in Germania dalla ZDF tra il 5 ottobre 2011 e il 28 marzo 2012.
| nº | Titolo originale               | Titolo italiano          | Prima TV Germania | Prima TV Italia |
| -- | ------------------------------ | ------------------------ | ----------------- | --------------- |
| 1  | Feindliche Übernahme           | Tanja                    | 5 ottobre 2011    |                 |
| 2  | Auf der Kippe                  | Situazione critica       | 12 ottobre 2011   |                 |
| 3  | Eisige Stille                  | Silenzio glaciale        | 19 ottobre 2011   |                 |
| 4  | Dunkle Schatten                | Ombre scure              | 26 ottobre 2011   |                 |
| 5  | Höllenqualen                   | La vendetta              | 2 novembre 2011   |                 |
| 6  | Das große Geschäft             | Il grande affare         | 9 novembre 2011   |                 |
| 7  | Im Auge des Sturms             | Nell'occhio del ciclone  | 16 novembre 2011  |                 |
| 8  | Todesengel                     | L'angelo della morte     | 23 novembre 2011  |                 |
| 9  | Tiefenrausch                   | Panico negli abissi      | 30 novembre 2011  |                 |
| 10 | Sarg aus Stahl                 | Bara d'acciaio           | 7 dicembre 2011   |                 |
| 11 | Das perfekte Alibi             | L'alibi perfetto         | 14 dicembre 2011  |                 |
| 12 | Der Fluch von Vineta           | La maledizione di Vineta | 21 dicembre 2011  |                 |
| 13 | Ehlers in Not                  | Ehlers nei guai          | 28 dicembre 2011  |                 |
| 14 | Unter dem Totenkopf            | Pirati                   | 4 gennaio 2012    |                 |
| 15 | Tödliche Wette                 | Scommessa mortale        | 11 gennaio 2012   |                 |
| 16 | Zerstörte Träume               | Sogni infranti           | 18 gennaio 2012   |                 |
| 17 | In mörderischer Absicht        | Intenzioni omicide       | 25 gennaio 2012   |                 |
| 18 | Verlorene Unschuld             | Innocenza perduta        | 1º febbraio 2012  |                 |
| 19 | Das Vermächtnis des Kopernikus | L'eredità di Copernico   | 8 febbraio 2012   |                 |
| 20 | Jenseits von Eden              | Al di là dell'Eden       | 15 febbraio 2012  |                 |
| 21 | Sander in Gefahr               | Sander in pericolo       | 22 febbraio 2012  |                 |
| 22 | Der eiserne Seehund            | Il cane di mare          | 29 febbraio 2012  |                 |
| 23 | Die Bernsteinhexe              | La strega in ambra       | 7 marzo 2012      |                 |
| 24 | Spiel mit der Angst            | Il gioco della paura     | 14 marzo 2012     |                 |
| 25 | Auge um Auge                   | Occhio per occhio        | 21 marzo 2012     |                 |
| 26 | Tödliches Kommando             | Comando mortale          | 28 marzo 2012     |                 |